# Сотникова Альона Ігорівна
Сотникова Альона Ігорівна (нар. 5 травня 1992) — колишня українська тенісистка.
Найвищу одиночну позицію світового рейтингу — 315 місце досягла 27 липня 2015, парну — 237 місце — 1 жовтня 2012 року.
Здобула 8 одиночних та 24 парні титули туру ITF.

## Фінали ITF

### Одиночний розряд: 13 (8–5)
| Легенда          |
| ---------------- |
| турніри $100,000 |
| турніри $75,000  |
| турніри $50,000  |
| турніри $25,000  |
| турніри $10,000  |

| Фінали за покриттям |
| ------------------- |
| Тверде (5–3)        |
| Ґрунт (3–2)         |
| Трава (0–0)         |
| Килим (0–0)         |

| Результат | Ранг | Дата     | Турнір                      | Покриття | Суперниця            | Рахунок             |
| --------- | ---- | -------- | --------------------------- | -------- | -------------------- | ------------------- |
| Перемога  | 1.   | Вер 2008 | ITF Софія, Болгарія         | Ґрунт    | Река Луца Яні        | 6–2, 4–6, 6–3       |
| Перемога  | 2.   | Жов 2013 | ITF Дубровник, Хорватія     | Ґрунт    | Ольга Дорошина       | 7–6(6), 4–6, 7–6(5) |
| Перемога  | 3.   | Гру 2013 | ITF Анталія, Туреччина      | Ґрунт    | Анастасія Вдовенко   | 6–0, 7–6(2)         |
| Поразка   | 1.   | Гру 2013 | ITF Анталія, Туреччина      | Ґрунт    | Натела Дзаламідзе    | 6–2, 6–7(5), 3–6    |
| Поразка   | 2.   | Лют 2014 | ITF Анталія, Туреччина      | Ґрунт    | Патріція Марія Ціг   | 7–5, 1–6, 3–6       |
| Поразка   | 3.   | Тра 2014 | ITF Анталія, Туреччина      | Тверде   | Марсела Сакаріас     | 3–6, ret.           |
| Перемога  | 4.   | Сер 2014 | ITF Астана, Казахстан       | Тверде   | Анна Шкудун          | 5–7, 6–4, 6–1       |
| Перемога  | 5.   | Сер 2014 | ITF Астана, Казахстан       | Тверде   | Анна Шкудун          | 6–4, 6–0            |
| Перемога  | 6.   | Бер 2015 | ITF Анталія, Туреччина      | Тверде   | Барбара Гаас         | 6–3, 6–3            |
| Перемога  | 7.   | Кві 2015 | ITF Анталія, Туреччина      | Тверде   | Каролін Ромео        | 6–3, 6–1            |
| Поразка   | 4.   | Тра 2015 | ITF Анталія, Туреччина      | Тверде   | Вікторія Кужмова     | 3–6, 6–7(5)         |
| Поразка   | 5.   | Чер 2016 | ITF Анталія, Туреччина      | Тверде   | Дженніфер Зербон     | 3–6, 7–5, 6–7(4)    |
| Перемога  | 8.   | Лип 2016 | Кубок президента, Казахстан | Тверде   | Вероніка Кудерметова | 6–2, 6–3            |

### Парний розряд: 37 (24–13)
| Легенда          |
| ---------------- |
| турніри $100,000 |
| турніри $75,000  |
| турніри $50,000  |
| турніри $25,000  |
| турніри $10,000  |

| Фінали за покриттям |
| ------------------- |
| Тверде (10–8)       |
| Ґрунт (14–4)        |
| Трава (0–0)         |
| Килим (0–1)         |

| Результат | Ранг | Дата              | Турнір                      | Покриття   | Партнерка                        | Суперниці                                           | Рахунок             |
| --------- | ---- | ----------------- | --------------------------- | ---------- | -------------------------------- | --------------------------------------------------- | ------------------- |
| Поразка   | 1.   | 29 вересня 2008   | ITF Санданський, Болгарія   | Килим      | Елена Богдан                     | Лаура Йоана Пар Сильвія Заґурська                   | 3–6, 1–6            |
| Перемога  | 2.   | 9 березня 2009    | ITF Гіза, Єгипет            | Ґрунт      | Галина Фокіна                    | Сандра Заневська Бібіана Схофс                      | 6–4, 3–6, [10–8]    |
| Перемога  | 3.   | 15 березня 2010   | ITF Санкт-Петербург, Росія  | Тверде (i) | Марина Заневська                 | Олександра Панова Євгенія Пашкова                   | 7–5, 6–3            |
| Поразка   | 4.   | 23 липня 2010     | ITF Харків, Україна         | Ґрунт      | Валентина Івахненко              | Катерина Козлова Еліна Світоліна                    | 3–6, 5–7            |
| Перемога  | 5.   | 2 травня 2011     | ITF Індіан-Гарбор-Біч, США  | Ґрунт      | Ленка Вєнерова                   | Крістіна Фусано Алекса Ґлетч                        | 6–4, 6–3            |
| Перемога  | 6.   | 6 червня 2011     | ITF Ель-Пасо, США           | Тверде     | К'яра Шоль                       | Аманда Фінк Ясмін Шнак                              | 7–5, 4–6, 6–4       |
| Перемога  | 7.   | 12 березня 2012   | ITF Клірвотер, США          | Тверде     | Екатеріне Горгодзе               | Наомі Броді Гезер Вотсон                            | 6–3, 6–2            |
| Поразка   | 8.   | 6 травня 2012     | ITF Індіан-Гарбор-Біч, США  | Ґрунт      | Марі-Ев Пеллетьє                 | Марія Фернанда Алвеш Джессіка Мор                   | 7–6(6), 3–6, [8–10] |
| Перемога  | 9.   | 17 вересня 2012   | Open de Сен-Мало, Франція   | Ґрунт      | Пемра Озген                      | Александрина Найденова Тельяна Перейра              | 6–4, 7–6(6)         |
| Перемога  | 10.  | 2 червня 2013     | ITF Карші, Узбекистан       | Тверде     | Альбіна Хабібуліна               | Сабіна Шаріпова Катерина Яшина                      | 7–5, 6–3            |
| Перемога  | 11.  | 2 вересня 2013    | ITF Москва, Росія           | Ґрунт      | Анна Шкудун                      | Ольга Янчук Анетт Контавейт                         | 6–3, 6–4            |
| Поразка   | 12.  | 23 вересня 2013   | ITF Клермон-Ферран, Франція | Тверде     | Маргарита Гаспарян               | Міхаелла Крайчек Марта Домаховська                  | 7–5, 4–6, [8–10]    |
| Поразка   | 13.  | 4 листопада 2013  | ITF Умаг, Хорватія          | Тверде     | Джулія Суссарелло                | Агнеш Букта Вів'єн Югашова                          | 4–6, 0–6            |
| Перемога  | 14.  | 27 січня 2014     | ITF Анталія, Туреччина      | Ґрунт      | Світлана Пироженко               | Ірина Бара Дьяна Бузян                              | 7–5, 1–6, [10–7]    |
| Перемога  | 15.  | 3 лютого 2014     | ITF Анталія, Туреччина      | Ґрунт      | Аніта Гусарич                    | Лаура-Йоана Андрей Пироженко Світлана Олександрівна | 5–7, 6–4, [10–6]    |
| Перемога  | 16.  | 28 лютого 2014    | ITF Брон, Франція           | Тверде (i) | Ізабелла Шинікова                | Анна Клазен Катаріна Ленерт                         | 5–7, 7–6(5), [10–5] |
| Перемога  | 17.  | 7 березня 2014    | ITF Ам'єн, Франція          | Ґрунт (i)  | Ізабелла Шинікова                | Анджеліка Морателлі Анна Ремондіна                  | 6–1, 6–4            |
| Перемога  | 18.  | 21 березня 2014   | ITF Гавр, Франція           | Ґрунт (i)  | Ізабелла Шинікова                | Бернісе ван де Велде Келлі Верстег                  | 6–4, 6–3            |
| Поразка   | 19.  | 20 жовтня 2014    | ITF Пхукет, Таїланд         | Тверде (i) | Олександра Корашвілі             | Ніча Летпітаксінчай Пеангтарн Пліпич                | 6–7(0), 6–2, [4–10] |
| Поразка   | 20.  | 15 лютого 2015    | ITF Анталія, Туреччина      | Ґрунт      | Корнелія Лістер                  | Екатеріне Горгодзе Вікторія Кан                     | 1–6, 0–6            |
| Поразка   | 21.  | 16 березня 2015   | ITF Анталія, Туреччина      | Тверде     | Каміла Керімбаєва                | Крістіна Ене Іоана Лоредана Рошка                   | 2–6, 3–6            |
| Перемога  | 22.  | 30 березня 2015   | ITF Анталія, Туреччина      | Тверде     | Лу Цзяцзін                       | Мартіна Качіотті Марія Мазіні                       | 6–2, 6–0            |
| Перемога  | 23.  | 4 травня 2015     | ITF Анталія, Туреччина      | Тверде     | Аніта Гусарич                    | Ніколета Даскелу Камілла Розателло                  | 6–1, 6–2            |
| Перемога  | 24.  | 31 травня 2015    | ITF Москва, Росія           | Ґрунт      | Каролін Даніелс                  | Янчук Ольга Юріївна Дарія Касаткіна                 | 6–2, 7–6(10)        |
| Перемога  | 25.  | 22 червня 2015    | ITF Бреда, Нідерланди       | Ґрунт      | Пироженко Світлана Олександрівна | Барбара Гаас Пія Кеніг                              | 6–3, 6–1            |
| Поразка   | 26.  | 29 червня 2015    | ITF Зеландія, Нідерланди    | Ґрунт      | Конні Перрен                     | Леслі Керкгове Квірін Лемуан                        | 2–6, 6–3, [3–10]    |
| Перемога  | 27.  | 13 липня 2015     | ITF Ашаффенбург, Німеччина  | Ґрунт      | Діана Марцинкевич                | Фоміна Альона Сергіївна Софія Ковалець              | 3–6, 6–4, [10–5]    |
| Поразка   | 28.  | 10 серпня 2015    | ITF Вестенде, Бельгія       | Тверде     | Анкіта Райна                     | Інді де Вроме Леслі Керкгове                        | 6–7(4), 4–6         |
| Перемога  | 29.  | 30 листопада 2015 | ITF Анталія, Туреччина      | Ґрунт      | Крістіна Шаховец                 | Фоміна Альона Сергіївна Софія Квацабая              | 7–5, 6–4            |
| Перемога  | 30.  | 21 лютого 2016    | ITF Пальма-Нова, Іспанія    | Ґрунт      | Валерія Савіних                  | Аманда Каррерас Аліче Саворетті                     | 2–6, 6–4, [10–6]    |
| Перемога  | 31.  | 4 березня 2016    | ITF Таррагона, Іспанія      | Ґрунт      | Ірина Бара                       | Георгіна Гарсія Перес Ольга Саес Ларра              | 7–5, 3–6, [10–8]    |
| Перемога  | 32.  | 4 квітня 2016     | ITF Іракліон, Греція        | Тверде     | Вікторія Кан                     | Влада Єкшибарова Яніна Тольян                       | 6–1, 6–2            |
| Поразка   | 33.  | 23 квітня 2016    | ITF Іракліон, Греція        | Тверде     | Валерія Савіних                  | Фрея Крісті Шанель Сіммондс                         | 4–6, 0–6            |
| Перемога  | 34.  | 30 квітня 2016    | ITF Іракліон, Греція        | Тверде     | Валерія Савіних                  | Ксенія Беккер Аліна Силич                           | 4–6, 6–4, [10–7]    |
| Перемога  | 35.  | 20 червня 2016    | ITF Анталія, Туреччина      | Тверде     | Каролін Ромео                    | Маріана Дражич Дарія Лодікова                       | 6–3, 6–3            |
| Поразка   | 36.  | 27 червня 2016    | ITF Анталія, Туреччина      | Тверде     | Влада Єкшибарова                 | Меліс Сезер Ана Веселинович                         | 3–6, 4–6            |
| Поразка   | 37.  | 18 липня 2016     | ITF Астана, Казахстан       | Тверде     | Пироженко Світлана Олександрівна | Анастасія Фролова Ангелина Габуєва                  | 2–6, 3–6            |